# 泰来県
泰来県（たいらい-けん）は、中華人民共和国黒竜江省チチハル市に位置する県。県人民政府の所在地は泰来鎮。

## 地理
アムール川水系に属する松花江最長の支流である嫩江が北部から東部にかけて流れている。

## 歴史
1913年（民国2年）に設置された泰来設治局を前身とする。1917年（民国6年）に泰来県に改編された。

## 行政区画
下部に7鎮、1民族鎮、2民族郷を管轄：
- 鎮：泰来鎮、平洋鎮、湯池鎮、塔子城鎮、大興鎮、和平鎮、克利鎮
- 民族鎮：江橋モンゴル族鎮
- 民族郷：勝利モンゴル族郷、寧姜モンゴル族郷

## 交通

### 鉄道
- 中国国家鉄路集団
  - 平斉線

（四平方面）- 街基駅 - 泰来駅 - 平洋駅 - 江橋駅 - 大興駅 (黒竜江省) - 湯池駅 -（チチハル方面）

### 道路
- 高速道路
  -  嫩泰高速道路

- 国道
  -  G111国道（中国語版）

- 省道
  -  221省道

- 県道
  -  059県道

## 健康・医療・衛生
- 泰来県人民医院
- 泰来県中医医院